# Trichosteleum debettei
Trichosteleum debettei là một loài Rêu trong họ Sematophyllaceae. Loài này được (Besch.) Kindb. miêu tả khoa học đầu tiên năm 1891.